# Ina Meschik
Ina Meschik (* 25. September 1990 in Sankt Veit an der Glan) ist eine ehemalige österreichische Snowboarderin. Sie startete im Parallel-Riesenslalom und im Parallelslalom für den im Bereich der Stadtgemeinde Villach gelegenen SK TSA Landskron.

## Werdegang
Ina Meschik besuchte das Sport-BORG Spittal an der Drau.
Sie fuhr im Januar 2006 in Radstadt ihre ersten Rennen im Europacup, welche sie auf dem 17. und auf dem 12. Platz im Parallelslalom beendete. Im folgenden Jahr gewann sie beim Europäischen Olympischen Winter-Jugendfestival 2007 in Jaca die Bronzemedaille im Riesenslalom und die Goldmedaille im Parallel-Riesenslalom. In der Saison 2007/08 kam sie im Europacup dreimal auf den zweiten und zweimal auf den dritten Platz.

### Weltcupdebüt 2008
Zudem holte sie zwei Siege und errang zum Saisonende den zweiten Platz in der Parallelgesamtwertung. Im Snowboard-Weltcup debütierte sie im Januar 2008 in Bad Gastein. Dabei kam sie auf den 19. Platz im Parallelslalom. Im März 2008 gewann sie bei den Snowboard-Juniorenweltmeisterschaften 2008 in Chiesa in Valmalenco die Silbermedaille im Parallel-Riesenslalom. Nach Platz drei und zwei im Europacup in Abzakovo zu Beginn der Saison 2008/09, holte sie 11 Siege und einen zweiten Platz und gewann damit die Parallelwertung. Im März 2009 gewann sie bei den Snowboard-Juniorenweltmeisterschaften 2009 in Nagano die Bronzemedaille im Parallel-Riesenslalom und erreichte mit dem 4. Platz in La Molina ihre erste Top-Zehn-Platzierung im Weltcup.
Nach zwei zweiten Plätzen im Europacup zu Beginn der Saison 2009/10, kam sie mit dem 3. Platz in Telluride erstmals aufs Podest im Weltcup.

### Olympische Winterspiele 2010
Bei den Olympischen Winterspielen 2010 in Vancouver wurde sie Sechste im Parallel-Riesenslalom. Im März 2010 errang sie mit Platz drei in La Molina erneut eine Podestplatzierung und erreichte zum Saisonende den 11. Platz im Parallelweltcup. Bei den Snowboard-Juniorenweltmeisterschaften 2010 in Cardrona gewann sie die Bronzemedaille im Parallel-Riesenslalom.
Ihr bestes Weltcupresultat in der Saison 2010/11 war der siebte Platz im Parallelslalom in Landgraaf. Bei den Snowboard-Weltmeisterschaften 2011 in La Molina belegte sie den 16. Platz im Parallel-Riesenslalom.
In der folgenden Saison kam sie im Weltcup viermal unter die ersten Zehn und erreichte damit den 13. Platz im Parallelweltcup. Bei den Snowboard-Weltmeisterschaften 2013 in Stoneham errang sie den 14. Platz im Parallel-Riesenslalom. Ebenfalls in der Saison wurde sie österreichische Meisterin im Parallelslalom.
Nach Platz zwei im Europacup zu Beginn der Saison 2013/14, erreichte sie im Weltcup drei Top-Zehn-Resultate und belegte im Europacup in Lachtal den dritten und den ersten Platz im Parallelslalom.

### Olympische Winterspiele 2014
Bei den Olympischen Winterspielen 2014 in Sotschi belegte sie im Parallel-Riesenslalom den vierten Gesamtrang.
Im Rennen um die Bronzemedaille unterlag sie der Russin Aljona Sawarsina. Im Parallelslalom kam sie auf den achten Rang.
Im März 2014 wurde sie österreichische Meisterin im Parallelslalom und im Riesenslalom und Zweite im Parallel-Riesenslalom im Europacup in Gerlitzen.
Die Saison beendete sie auf dem sechsten Platz in der Parallelwertung des Europacups und auf dem zehnten Rang im Parallelweltcup. Im Parallel-Riesenslalom-Weltcup wurde sie zudem Siebte.
In der Saison 2014/15 kam sie Weltcup dreimal unter die ersten Zehn, darunter Platz zwei im Parallel-Riesenslalom in Rogla jeweils den 12. Platz im Parallelslalom-Weltcup und im Parallelweltcup und den zehnten Rang im Parallel-Riesenslalom-Weltcup.
Im Europacup belegte sie einmal auf den zweiten und einmal den ersten Rang und wurde damit achte in der Parallelwertung.
Bei den Snowboard-Weltmeisterschaften 2015 in Lachtal errang sie den zehnten Platz im Parallelslalom. Zu Beginn der Saison 2015/16 erreichte sie drei dritte Plätze im Europacup. Im weiteren Saisonverlauf kam sie im Weltcup fünfmal unter die ersten Zehn, darunter Platz drei im Parallel-Riesenslalom in Kayseri und Platz zwei im Parallelslalom in Winterberg. Im März 2016 holte sie zwei Siege im Europacup und erreichte damit den dritten Platz in der Parallelwertung und den ersten Rang in der Parallel-Riesenslalomwertung.
Im Weltcup belegte sie zum Saisonende den sechsten Platz im Parallel-Riesenslalom-Weltcup, den fünften Rang im Parallelweltcup und den 3. Platz im Parallelslalom-Weltcup.
Zu Beginn der Saison 2016/17 holte sie im Parallel-Riesenslalom in Carezza ihren ersten Weltcupsieg. Im weiteren Saisonverlauf erreichte sie fünf Top-Zehn-Platzierungen, darunter Platz drei im Parallel-Riesenslalom in Rogla und belegte damit den zehnten Platz im Parallelslalom-Weltcup, den fünften Rang im Parallelweltcup und den vierten Platz im Parallel-Riesenslalom-Weltcup.
Beim Saisonhöhepunkt den Snowboard-Weltmeisterschaften 2017 in Sierra Nevada gelang ihr der neunte Platz im Parallelslalom und der achte Rang im Parallel-Riesenslalom.

### Olympische Winterspiele 2018
Meschik wurde 2018 zum dritten Mal für einen Startplatz bei den Olympischen Winterspielen im Februar in der südkoreanischen Stadt Pyeongchang nominiert. Beim Parallel-Riesenslalom schaffte es die 27-Jährige am 24. Februar bis ins Viertelfinale und belegte den achten Rang.
Im Oktober 2018 erklärte die 28-Jährige ihre aktive Zeit nach 13 Jahren für beendet.

## Sportliche Erfolge

### Olympische Winterspiele
| Datum         | Ort         | Land | Disziplin             | Platz |
| ------------- | ----------- | ---- | --------------------- | ----- |
| 24. Feb. 2018 | Pyeongchang | KOR  | Parallel-Riesenslalom | 8     |
| 22. Feb. 2014 | Sotschi     | RUS  | Parallel-Slalom       | 8     |
| 19. Feb. 2014 | Sotschi     | RUS  | Parallel-Riesenslalom | 4     |
| 26. Feb. 2010 | Vancouver   | CAN  | Parallel-Riesenslalom | 6     |

### Weltmeisterschaften
- 2011 La Molina: 16. Platz Parallel-Riesenslalom
- 2013 Stoneham: 14. Platz Parallel-Riesenslalom
- 2015 Kreischberg: 10. Platz Parallelslalom
- 2017 Sierra Nevada: 8. Platz Parallel-Riesenslalom, 9. Platz Parallelslalom

## Weltcup-Gesamtplatzierungen
| Saison  | Parallel | Parallel | Parallel-Riesenslalom | Parallel-Riesenslalom | Parallelslalom | Parallelslalom |
| Saison  | Punkte   | Platz    | Punkte                | Platz                 | Punkte         | Platz          |
| ------- | -------- | -------- | --------------------- | --------------------- | -------------- | -------------- |
| 2007/08 | 148      | 46.      | -                     | -                     | -              | -              |
| 2008/09 | 1155     | 24.      | -                     | -                     | -              | -              |
| 2009/10 | 2440     | 11.      | -                     | -                     | -              | -              |
| 2010/11 | 1248     | 23.      | -                     | -                     | -              | -              |
| 2011/12 | 2460     | 13.      | -                     | -                     | -              | -              |
| 2012/13 | 990      | 21.      | 670                   | 21.                   | 414            | 18.            |
| 2013/14 | 1660     | 10.      | 1100                  | 7.                    | 560            | 12.            |
| 2014/15 | 2346     | 12.      | 1080                  | 10.                   | 1266           | 12.            |
| 2015/16 | 3010     | 5.       | 1140                  | 6.                    | 1870           | 3.             |
| 2016/17 | 3260     | 5.       | 2430                  | 4.                    | 830            | 10.            |
| 2017/18 | 2920     | 13.      | 2540                  | 10.                   | 380            | 19.            |